# Larry Azouni
Larry Francis Abdel Azouni (Marsella, 23 de marzo de 1994) es un futbolista franco-tunecino. Juega en la posición de centrocampista y desde 2025 milita en el Dibba Al-Hisn S. C. de la División 1 de EAU.
A pesar de haber representado a la selección francesa a nivel sub-18, sub-19 y sub-20, ha sido internacional con el seleccionado tunecino en diez ocasiones.

## Trayectoria

### Clubes
Azouni se formó en el Olympique de Marsella. El 6 de diciembre de 2012 hizo su debut con el equipo en un partido ante el AEL Limassol por la fase de grupos de la Liga Europa de la UEFA, donde entró al minuto 74 en lugar de Kassim Abdallah, aunque no pudo evitar que su equipo cayera derrotado por 3:0. Más tarde, junto con su compañero Rafidine Abdullah, fue transferido en calidad de cedido al F. C. Lorient. En julio de 2014, después de pasar una temporada en el F. C. Lorient, el jugador firmó por cuatro años con el Nîmes Olympique. En agosto de 2017 fichó por tres años con el K. V. Cortrique. En agosto de 2020, tras haber finalizado su contrato, se unió al C. D. Nacional. Un año después firmó por dos campañas con el Club Africain. Pasado ese tiempo puso rumbo a Arabia Saudita para jugar en el Al-Faisaly F. C., donde estuvo un año antes de unirse al Espérance de Tunis. Con ellos firmó por dos temporadas, pero tras la primera se marchó al Dibba Al-Hisn S. C. emiratí.

### Selección francesa
El 7 de febrero de 2012 jugó un partido amistoso con la selección francesa sub-18, que perdió 3:2 frente a Grecia. Con la sub-19, disputó un encuentro ante Suiza el 8 de septiembre. Además, jugó el Campeonato Europeo de la UEFA Sub-19 2013, donde los franceses llegaron a la final tras derrotar 2:1 a España en la semifinal. No obstante, la final la perdieron frente a Serbia por 1:0. En 2016, Azouni prefirió representar internacionalmente a la selección de Túnez.

## Clubes
| Club                   | País           | Año       |
| ---------------------- | -------------- | --------- |
| Olympique de Marsella  | Francia        | 2012-2014 |
| F. C. Lorient (cedido) | Francia        | 2012-2013 |
| Nîmes Olympique        | Francia        | 2014-2017 |
| K. V. Cortrique        | Bélgica        | 2017-2020 |
| C. D. Nacional         | Portugal       | 2020-2021 |
| Club Africain          | Túnez          | 2021-2023 |
| Al-Faisaly F. C.       | Arabia Saudita | 2023-2024 |
| Espérance de Tunis     | Túnez          | 2024-2025 |
| Dibba Al-Hisn S. C.    | EAU            | 2025-     |